# Rockbitch
Rockbitch foi uma banda britânica composta por mulheres, majoritariamente lésbicas e bissexuais, que se apresentavam nuas e incorporavam atos sexuais e rituais pagãos em suas apresentações.

## História

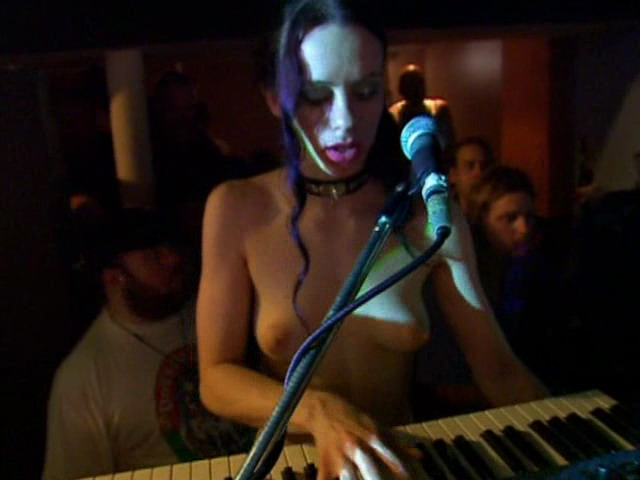
Nikki Fay

O Rockbitch foi formado em 1984]] com o nome de Cat Genetica pela baixista Amanda Smith-Skinner, nome alterado posteriormente para Red Abyss. Em 1989 a banda atraiu outros membros da comunidade feminista matriarcal, poliamorosa, e pagã da qual ela foi a fundadora. A banda também ficou conhecida pelo fato de em todos os shows elas jogarem preservativos, e quem os pegasse,  independentemente se fosse uma mulher ou um homem, poderiam ter relações sexuais com uma das integrantes.
Entre 1998 e 2002 a banda excursionou por diversos países da Europa, sendo proibidas de se apresentar em alguns locais. A partir de 2000 passaram a se apresentar somente com mulheres em sua formação. Um segundo disco, Psychic Attack, foi gravado mas nunca lançado devido a dissolução do grupo. Em 2005 as integrantes retornaram a ativa com outra banda, chamada MT-TV, abandonando a nudez presente na época do Rockbitch. Em 2006 a baixista Amanda Smith-Skinner e a baterista Joanne Heeley formaram nos Estados Unidos a banda Syren, que permaneceu ativa até 2014.
O site AllMusic associa a sonoridade da banda ao som praticado pelo Faith no More, no entanto, as influências vão do punk rock ao heavy metal, passando pelo funk e jazz. A vocalista Julie Worland recebeu influência de Janis Joplin.

## Formação
- Julie Worland (vocal)
- "Luci": Guitarra (de 2000, anteriormente dançarina e cantora)
- Amanda Smith-Skinner (baixo)
- Nikki Fay (piano e flauta)
- Joanne Heeley (bateria) Falecida em 2012
- Lisa Wills (guitarra e backing vocal)
- Tony Skinner (guitarra no disco Motor Driven Bimbo e produtor)
- "Chloe", Suna Dasi e Martina (dançarinas)

## Discografia
- Rockbitch Live in Amsterdam (1997)
- Motor Driven Bimbo (1999)
- Psychic Attack (Gravado em 2002 e não lançado)